# Andira nitida
Andira nitida är en ärtväxtart som beskrevs av George Bentham. Andira nitida ingår i släktet Andira och familjen ärtväxter. Inga underarter finns listade i Catalogue of Life.